# Campanareliefs

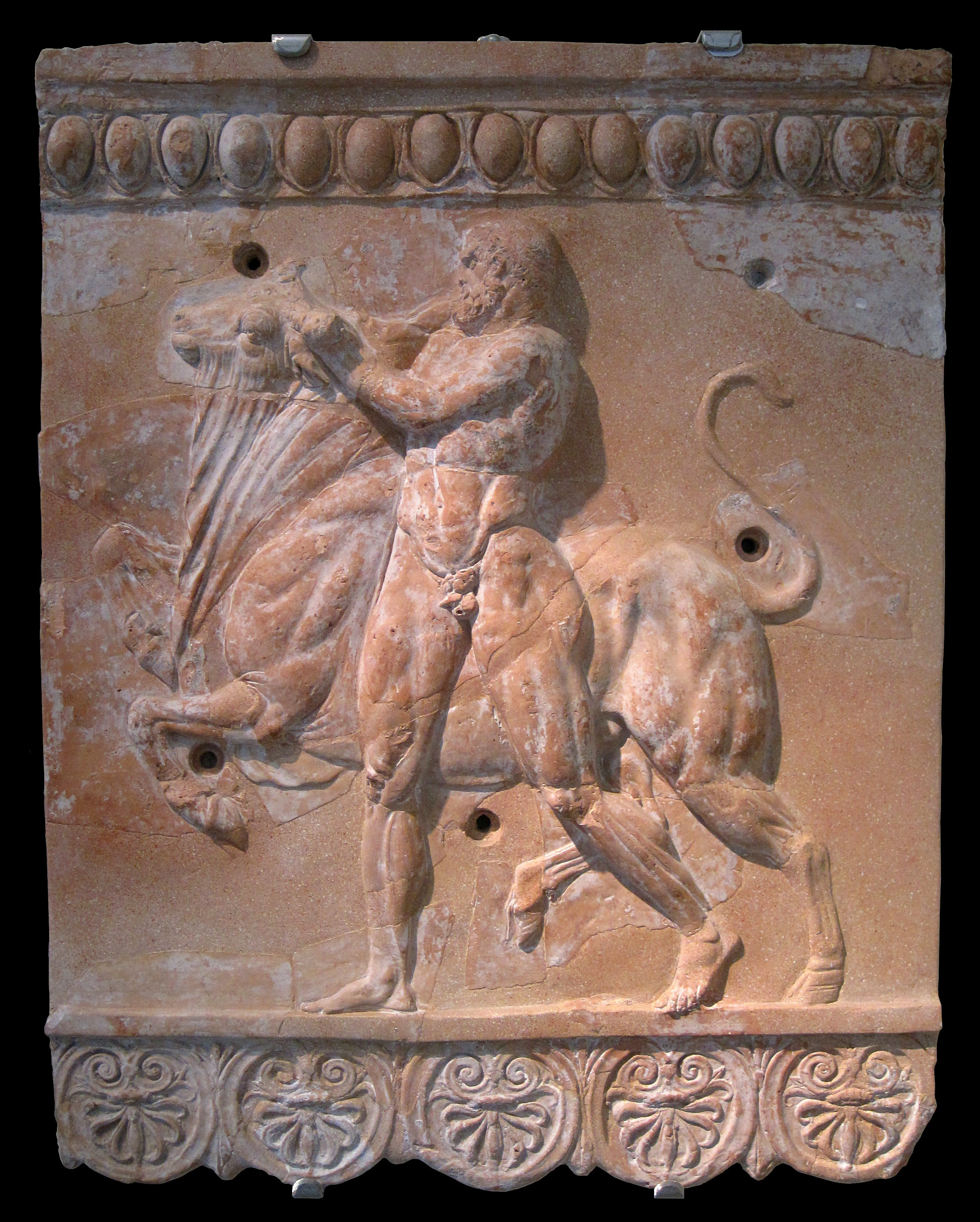
Herakles kämpft mit dem kretischen Stier, Verkleidungsplatte aus Quadraro, gefunden 1812, heute in den Vatikanischen Museen

Campanareliefs (auch Campanaplatten) sind antike römische Terrakotta- beziehungsweise Tonreliefs aus der Zeit von der Mitte des 1. Jahrhunderts v. Chr. bis in die erste Hälfte des 2. Jahrhunderts n. Chr. Benannt sind sie nach dem italienischen Sammler Giampietro Campana, der diese Reliefs in größerer Zahl sammelte und 1842 als Erster über sie publizierte.
Die Reliefs fanden einst als Dachverkleidung, aber auch als Dekoration von Innenräumen Verwendung. Sie waren ein Massenprodukt und dienten als Schmuck von Tempeln sowie von öffentlichen und privaten Bauten. Ihren Ursprung haben sie in den Dachterrakotten der etruskischen Tempelarchitektur. Auf den Reliefs befanden sich vielfältige Bildmotive aus der Mythologie und der Religion, aus dem römischen Alltag, Landschaftsbilder und ornamentale Themen. Ursprünglich waren sie farbig bemalt, wovon sich, wenn überhaupt, nur noch Spuren erhalten haben. Sie wurden hauptsächlich in der Region Latium rund um die Stadt Rom produziert, und auch ihre Verwendung beschränkte sich weitgehend auf diese Gegend. Produziert wurden fünf verschiedene Grundtypen. Heute finden sich Beispiele dieser Kunstgattung weltweit in fast allen bedeutenden Museen mit römischer Kunst.

## Forschungsgeschichte
Seit der Intensivierung der Ausgrabungen im Mittelmeerraum im 19. Jahrhundert kamen bei Ausgrabungen in und um Rom vermehrt auch Terrakottaplatten zum Vorschein, bei denen ein architektonischer Zusammenhang festgestellt wurde. Waren früher vor allem Gegenstände aus Metall und Marmor beliebt bei Ausgräbern, Wissenschaftlern und Sammlern, stießen nun auch Artefakte aus anderen Materialien auf wachsendes Interesse, so neben antiken griechischen und etruskischen Vasen auch die Campanareliefs.

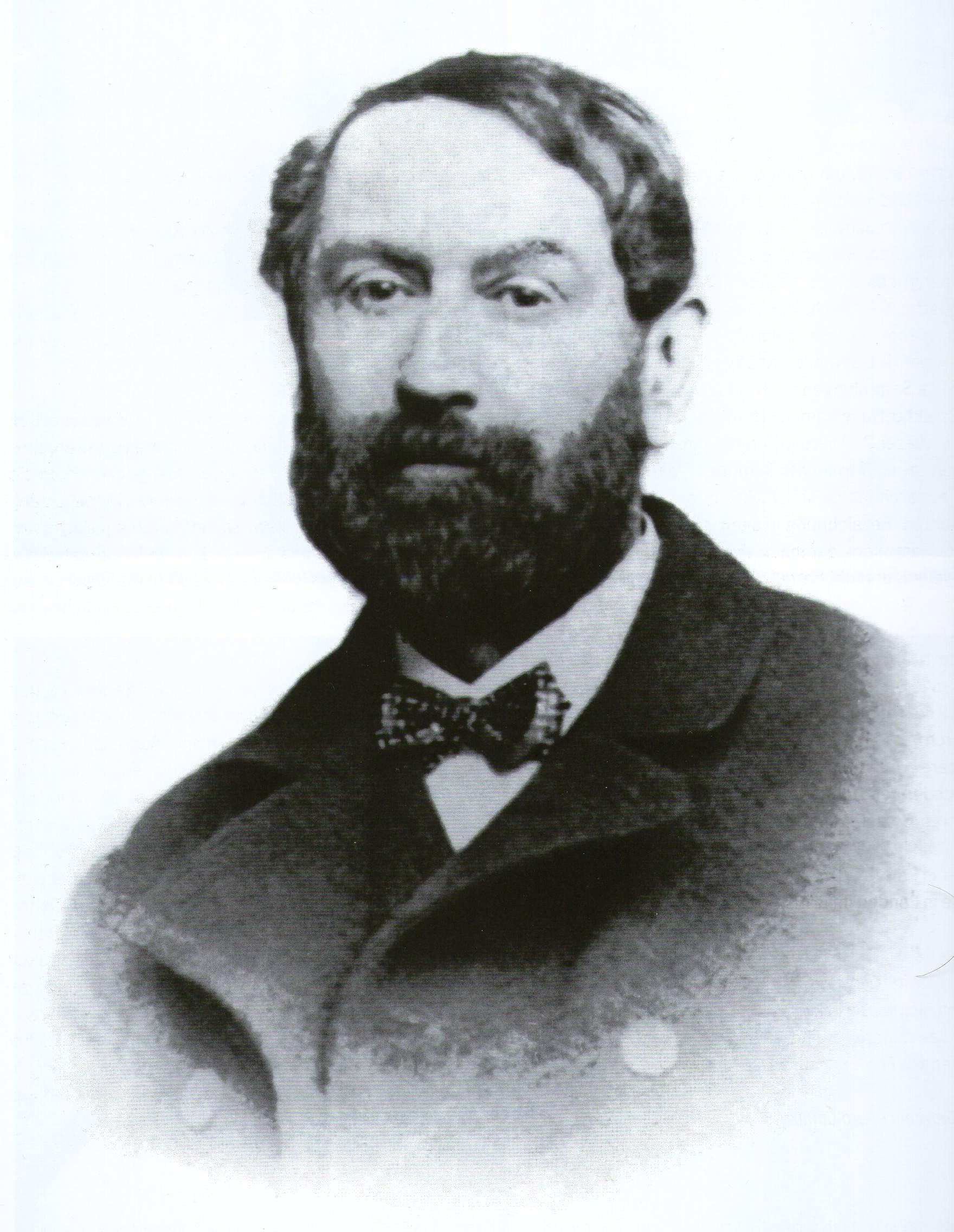
Giampietro Campana (vor 1857/58)

Der erste Sammler, der die Reliefs zu einem zentralen Sammelthema machte, war der Marchese Giampietro Campana, Direktor der Pfandleihanstalt in Rom. Seine Bekanntheit in der Archäologie war zu seiner Zeit so groß, dass er zum Ehrenmitglied des Istituto di corrispondenza archeologica ernannt wurde. Seine Sammlung publizierte er 1842 nach Motiven geordnet im Buch Antiche opere in plastica, in dem er seine Erkenntnisse zu den Reliefs erstmals wissenschaftlich zusammenfasste. Daher werden die Platten nach ihm Campanareliefs genannt. Nachdem Campana 1858 wegen Veruntreuung zu einer Freiheitsstrafe verurteilt worden war, verlor er die Ehrenmitgliedschaft im Istituto di corrispondenza archeologica und seine Sammlung wurde aufgelöst und verkauft. Die von ihm zusammengetragenen Terrakottareliefs befinden sich heute im Louvre in Paris, im British Museum in London und in der Eremitage in Sankt Petersburg. Aber auch Andere wie beispielsweise August Kestner sammelten solche Reliefs und Bruchstücke von ihnen in größerer Zahl. Heute finden sich Exemplare dieser Platten in den meisten größeren Sammlungen zur römischen Archäologie. Der Großteil der Reliefs ist bis heute in italienischen Museen und Sammlungen vorhanden.

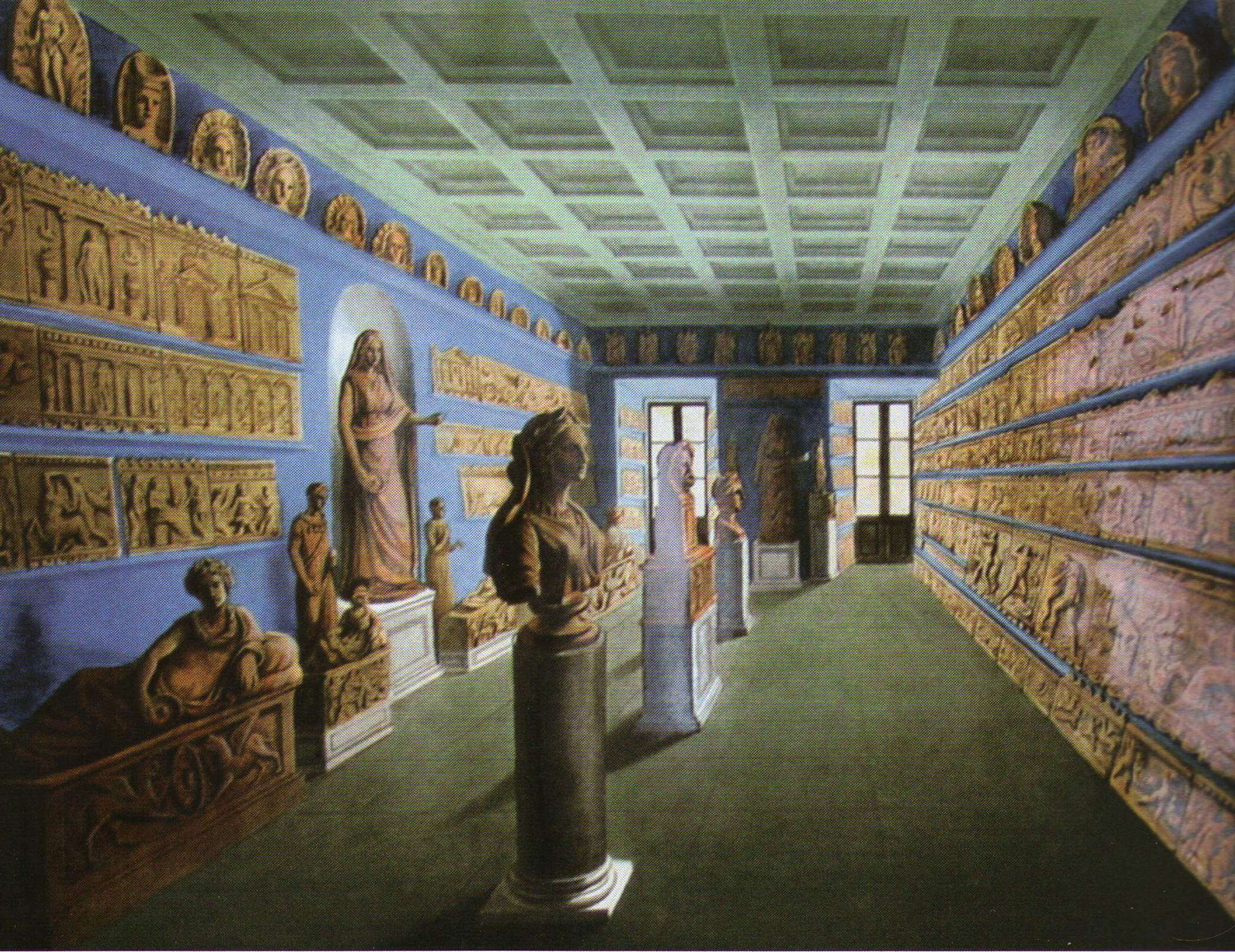
Blick in die Aufstellung der Sammlung Campanas aus der 2. Auflage seines Buches Antiche opere in plastica aus dem Jahr 1851. An den Wänden in langen Reihen „Campanareliefs“.

Trotz der Forschungen Campanas fristeten die Reliefs lange Zeit ein eher unbeachtetes Dasein. Sie galten im Vergleich zu Werken aus Marmor als eher minderwertiges Handwerksprodukt und nicht als künstlerisches Werk. Die Erkenntnis, dass es sich bei ihnen um wichtige Quellen zum Kunsthandwerk, zum dekorativen Geschmack und zur Ikonografie handelt, setzte sich jedoch spätestens zum Beginn des 20. Jahrhunderts durch. 1911 veröffentlichten Hermann von Rohden und Hermann Winnefeld das Werk Architektonische Römische Tonreliefs der Kaiserzeit in der von Reinhard Kekulé von Stradonitz herausgegebenen Reihe Die antiken Terrakotten mit einem Text- sowie einem Bildband. Es war der erste Versuch, die Reliefs nicht nur zu publizieren, sondern sie zu ordnen und kunsthistorisch einzuordnen. Die beiden Autoren unterschieden erstmals die Darstellungstypen, erörterten die Verwendung und befassten sich mit Entwicklung, Stil und Ikonografie. Das Werk ist bis heute grundlegend. Danach flachte das Interesse abgesehen von der Publikation neuer Funde zunächst wieder für mehr als 50 Jahre ab. Erst die Dissertation Campanareliefs. Typologische und stilkritische Untersuchungen von Adolf Borbein rückte die archäologische Fundgruppe wieder stärker in den Fokus der Aufmerksamkeit. In seiner Arbeit konnte Borbein die Abkunft der Campanareliefs von den etruskisch-italischen Dachterrakotten nachweisen. Zudem beschäftigte er sich mit der Übernahme von Motiven und Vorlagen aus anderen Kunstgattungen und wies nach, dass es dabei auch zu kreativen Neuschöpfungen der Handwerker kam.
Seitdem widmeten sich die Forscher vor allem chronologischen Aspekten oder legten Materialsammlungen neuerer Ausgrabungen und Publikationen von Altsammlungen vor. Marion Rauch untersuchte 1999 in einer ikonografischen Studie Bacchische Themen und Nilbilder auf Campanareliefs und Kristine Bøggild Johannsen beschrieb 2006 anhand von gesicherten Fundkomplexen die Verwendungszusammenhänge der Platten in römischen Villen. Es wurde aufgezeigt, dass die Reliefs von der Mitte des 1. bis zum Beginn des 2. Jahrhunderts zu den gängigen Ausstattungen und Dekors römischer Villen gehörten, sowohl von Landhäusern der römischen Oberschicht als auch von landwirtschaftlich genutzten villae rusticae.

## Material, Technik, Herstellung und Bemalung
Die Qualität keramischer Erzeugnisse hing entscheidend von Qualität und Verarbeitung des Tons ab. Eine besondere Bedeutung hatte die Magerung, bei der dem geschlämmten Ton je nach späterer Verwendung verschiedene Zusatzstoffe beigemischt wurden: Sand, gehäckseltes Stroh, zerkleinerte Ziegelscherben oder auch Pozzolanerde. Von diesen Zusatzstoffen hing die spätere Formstabilität der Platten ab. Die Schrumpfung während des Trocknens musste minimiert werden, damit die Platten keine Risse bekamen und ihre Form behielten. Diese Zusätze kann man als kleine rote, braune oder schwarze Körner erkennen, vor allem an den Bruchkanten; manchmal treten sie auch an den Platten erkennbar hervor. Bei der Untersuchung geschlossener Sammlungskomplexe etwa des Antikenmuseums der Universität Heidelberg und des Museum August Kestner in Hannover wurden Abstufungen in der Feinheit der Struktur festgestellt.

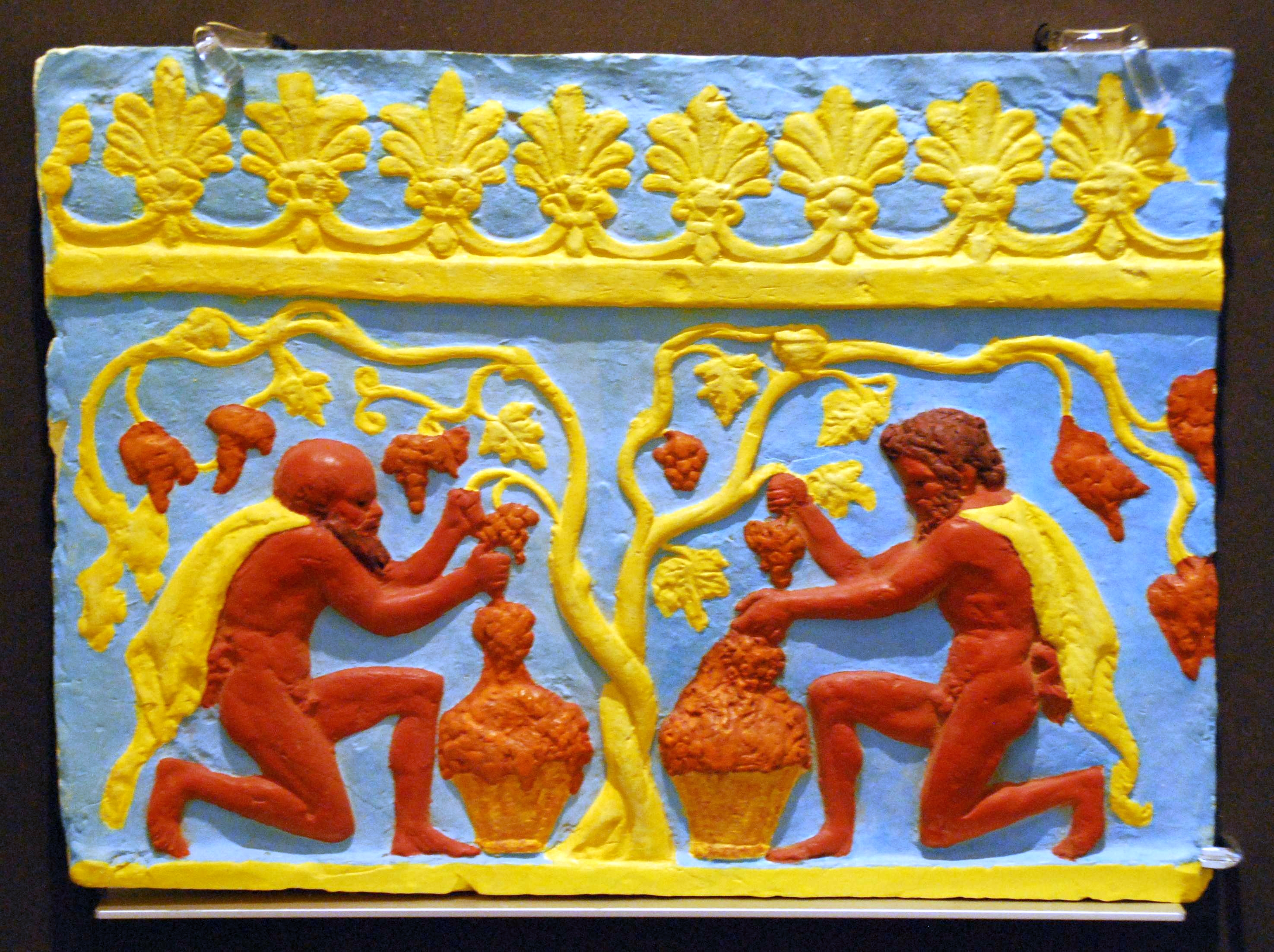
Weinerntende Satyrn auf einer Aufsatzplatte im Museum August Kestner Hannover: farbliche Rekonstruktion

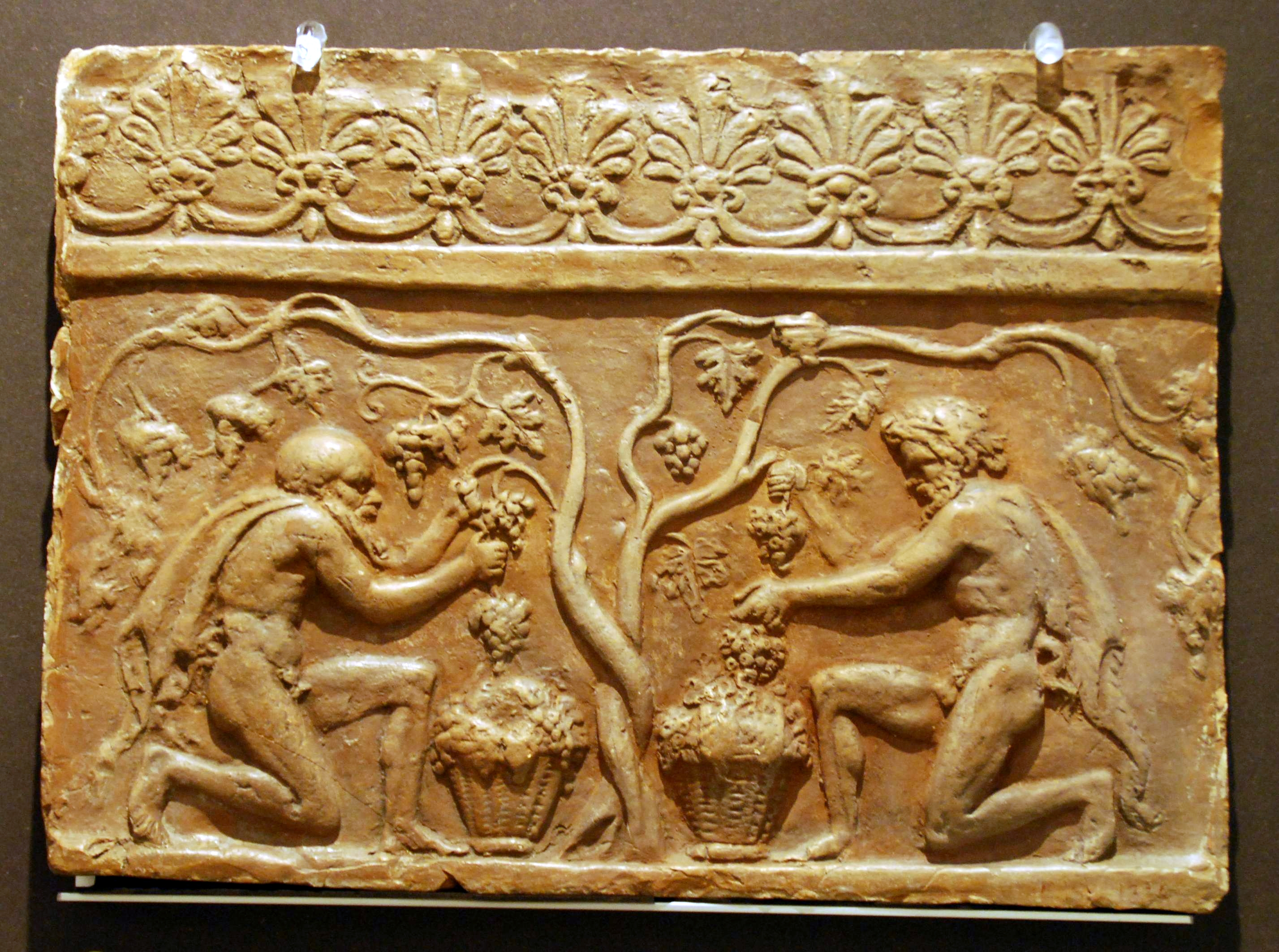
Weinerntende Satyrn auf einer Aufsatzplatte im Museum August Kestner Hannover: Original

Die Platten waren keine individuellen Kunstwerke, sondern Serienware. Von einer Urform, der Patrize, wurden negativ geformte Modeln gezogen. Anschließend kam der feuchte Ton in diese Modeln, die Matrizen. Wahrscheinlich wurden Bildfelder und Zierleisten getrennt geformt; es sind Zierleisten bekannt, die bei verschiedenen Motiven Anwendung fanden. Nach dem Trocknen wurde die Platte aus der Form genommen und eventuell noch einmal mit einem Modelliereisen nachbearbeitet; danach kam der Brand. Nach Brand und Abkühlung wurden die Terrakotten bemalt, manchmal trug man die Farben auch schon vor dem Brand auf. Meist wurden die Reliefs mit einem Überzug versehen, der als Malgrund diente. Dies konnte weiße, in augusteischer Zeit auch graugelbe, Farbe sein, aber auch Stuck.
Bislang konnte keine kanonisch vorgegebene Nutzung von Farben nachgewiesen werden. Einzig der Reliefgrund war spätestens seit augusteischer Zeit vor allem bei szenischen und figürlichen Motiven üblicherweise in Hellblau gehalten, konnte aber auch zwei oder mehr Farben umfassen. Die Farbe menschlicher Haut wurde meist in mattem Rosa bis hin zu Pink wiedergegeben. Bei dionysischen Szenen konnte die Hautfarbe auch bis ins Braunrote gehen. In augusteischer Zeit war hellgelb für die Haut nicht untypisch. Allein in Hannover konnten insgesamt die Farben Violett-Braun, Rot-Braun, Dunkelrot, Rot, Gelb, Gelb-Braun, Türkis/Grün, Dunkelbraun, Pink/Rosa, Blau, Schwarz und Weiß nachgewiesen werden. Die Bemalung ist heute in den allermeisten Fällen verloren, bestenfalls sind Restspuren erkennbar.

## Verbreitung und Datierung

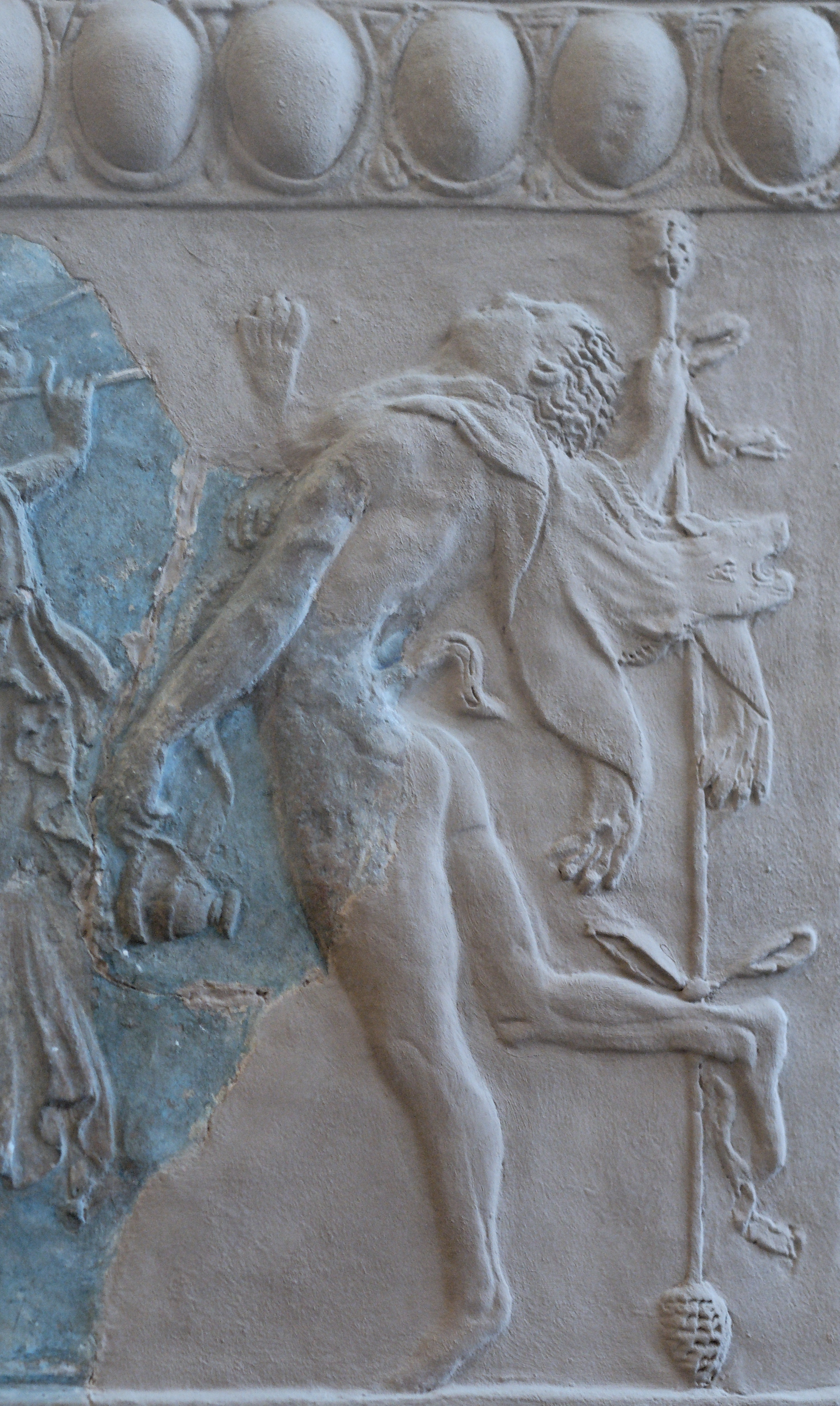
Relief aus dem dionysischen Umfeld: Ekstatischer Satyr, nach einer besser erhaltenen Platte im Metropolitan Museum of Art in New York City ergänzte Platte im Louvre. Aus der Sammlung Campanas.

Fast alle Campanareliefs stammen aus Zentralitalien, vor allem aus Latium. In Latium, insbesondere in der näheren Umgebung der Stadt Rom, sind die größten und wichtigsten Werkstätten zu vermuten. Über Latium hinaus finden sich die Platten vor allem in Kampanien und im früheren Einflussbereich der Etrusker. Marion Rauch stellte gegen Ende der 1990er-Jahre die Reliefs mit dionysisch-bacchischen Themen zusammen und konnte diese Erkenntnisse für den von ihr untersuchten Motivbereich bestätigen. Bilder mit Nilszenen finden sich bislang einzig in Latium. In den früheren italischen Siedlungsgebieten der Griechen und auf Sizilien sind bislang keine Stücke gefunden worden. Ein Exemplar aus dem Akademischen Kunstmuseum in Bonn wurde angeblich bei Hagia Trias in Griechenland gefunden. Es zeigt eine einen Stier tötende Nike. Einige Stücke stammen aus dem westlichen Einflussbereich Roms, den antiken Regionen Hispanien und Gallien im heutigen Spanien und Frankreich.
Die ersten Campanareliefs wurden um die Mitte des 1. Jahrhunderts v. Chr. gefertigt, also in der Spätphase der Römischen Republik; im ersten Viertel des 1. Jahrhunderts hatten sie ihre Blütephase. Zu dieser Zeit fanden die Reliefs nicht nur ihre größte Verbreitung, sondern auch ihre größte motivische Vielfalt. Die letzten Reliefs sind nach etwa 200 Jahren der Produktion und Verwendung in hadrianischer Zeit anzusetzen. Während die grundsätzliche Datierung der Gattung weitestgehend als gesichert gilt, ist die exakte Datierung der einzelnen Stücke selten möglich. Eine relative Chronologie kann innerhalb der Gattung anhand motivischer und stilistischer Vergleiche erstellt werden. Weniger hilfreich sind dabei die ikonografischen Forschungen, da die Motive auf einen überkommenen Motivschatz zurückgreifen, der über einen langen Zeitraum hinweg weitestgehend unverändert verwendet wurde. Hilfreicher sind Motive aus dem täglichen Leben, etwa die Darstellung von datierbaren Bauwerken wie dem Kapitolinischen Tempel, der im Jahr 82 erbaut wurde und auf einem Relief im Louvre in Paris dargestellt ist, die zumindest eine Datierung post quem erlauben.

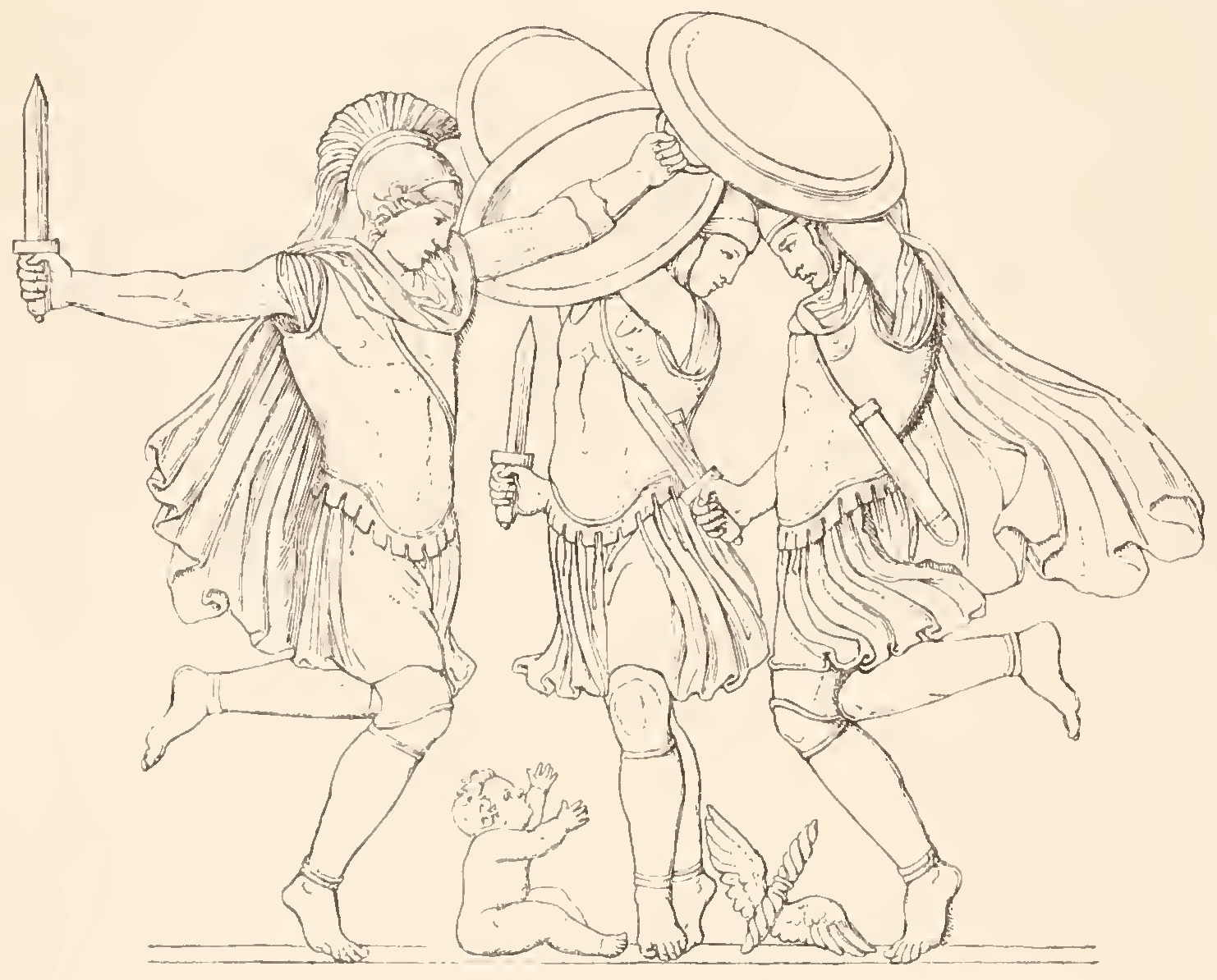
Motivische Abzeichnung des Reliefs mit den das Zeuskind umtanzenden Kureten in Roschers Ausführlichem Lexikon der griechischen und römischen Mythologie

Eine weitere Datierungshilfe ist die Qualität des Tons. Im Laufe der Zeit wurde dessen Konsistenz gröber, lockerer, körniger und auch leichter. Hilfreich sind auch die Ornamentstreifen der Platten. Da sie für ganze Motivreihen gleich waren, kann man hier Werkstattzusammenhänge rekonstruieren und Gleichzeitigkeit vermuten. Bei sehr gängigen Motiven, wie dem ionischen Kymation (Eierstab) und der Palmette, sind sie jedoch nur bedingt hilfreich, da verschiedene Werkstätten sie zur selben Zeit benutzten. Schließlich helfen auch Größenvergleiche bei der Datierung. Nicht nur von den originalen Patrizen, sondern manchmal auch von den Platten selbst wurden Matrizen hergestellt. Dies führte zu einem natürlichen „Schrumpfen“ der Plattenausmaße. Da die Matrizen mitunter über einen längeren Zeitraum weiter verwertet wurden, gab es zum Teil merkliche Veränderungen in der Größe der Platten. Bei einem Motiv mit der Darstellung von Kureten beim Waffentanz vor dem Zeuskind konnte die Abformung über einen Zeitraum von 170 Jahren zwischen dem ältesten und dem jüngsten Relief verfolgt werden. Dabei büßte die Platte im Laufe der Zeit 40 Prozent ihrer Größe ein. Bei motivgleichen Platten sind somit kleinere Platten immer als jünger anzusehen. Daneben verliert das Motiv durch die wiederholten Abformungen auch an Schärfe.

## Morphologie und Verwendung
Auch wenn man vermuten kann, wo genau die Reliefplatten angebracht waren, besteht keine absolute Sicherheit, da bis heute keine Platte am Ort ihrer originalen Nutzung gefunden wurde. In der Forschung geht man weitestgehend übereinstimmend davon aus, dass die Platten als Schmuck und Schutz dienten, wenngleich unsicher ist, an welchen Stellen der Gebäude sie genau angebracht waren. Die Herkunft aus der etruskisch-italischen Tempelarchitektur ist unübersehbar und gilt als gesichert, dennoch kann man davon ausgehen, dass Tempel zumindest in einer späteren Phase nicht der vorherrschende Verwendungskontext waren. Die Reliefs sind aufgrund ihrer vergleichsweise geringen Größe eher dazu geeignet, aus der Nähe betrachtet zu werden, was somit für eine Verwendung an kleineren Baustrukturen sprechen würde. Wie die etruskisch-italischen Vorläufer dienten die Platten wohl zunächst zur Verkleidung der aus Holz gefertigten Tempeldächer und damit zu deren Schutz vor Witterungseinflüssen, fanden dann aber immer mehr im profanen Bereich Verwendung. Dort verloren sie ihre Schutzfunktion und wurden zu Wandschmuck. Zeitweise fanden beide Formen nebeneinander Verwendung an Tempeln, bis die Campanaplatten endgültig die alte Form ablösten. Aufgrund ihrer Zerbrechlichkeit mussten die Ziegel häufig ersetzt werden, man geht davon aus, dass dies bei den Ziegeln eines Daches etwa alle 25 Jahre der Fall war. Zunächst geschah das durch Kopieren der schon vorhandenen Dekorationsplatten, später verwendete man auch neuere Motive. Seitdem im 1. Jahrhundert zunehmend Steintempel die Vorgängerbauten aus Holz ersetzten, wurden bei der Neugestaltung nur noch Campanaplatten verwendet.

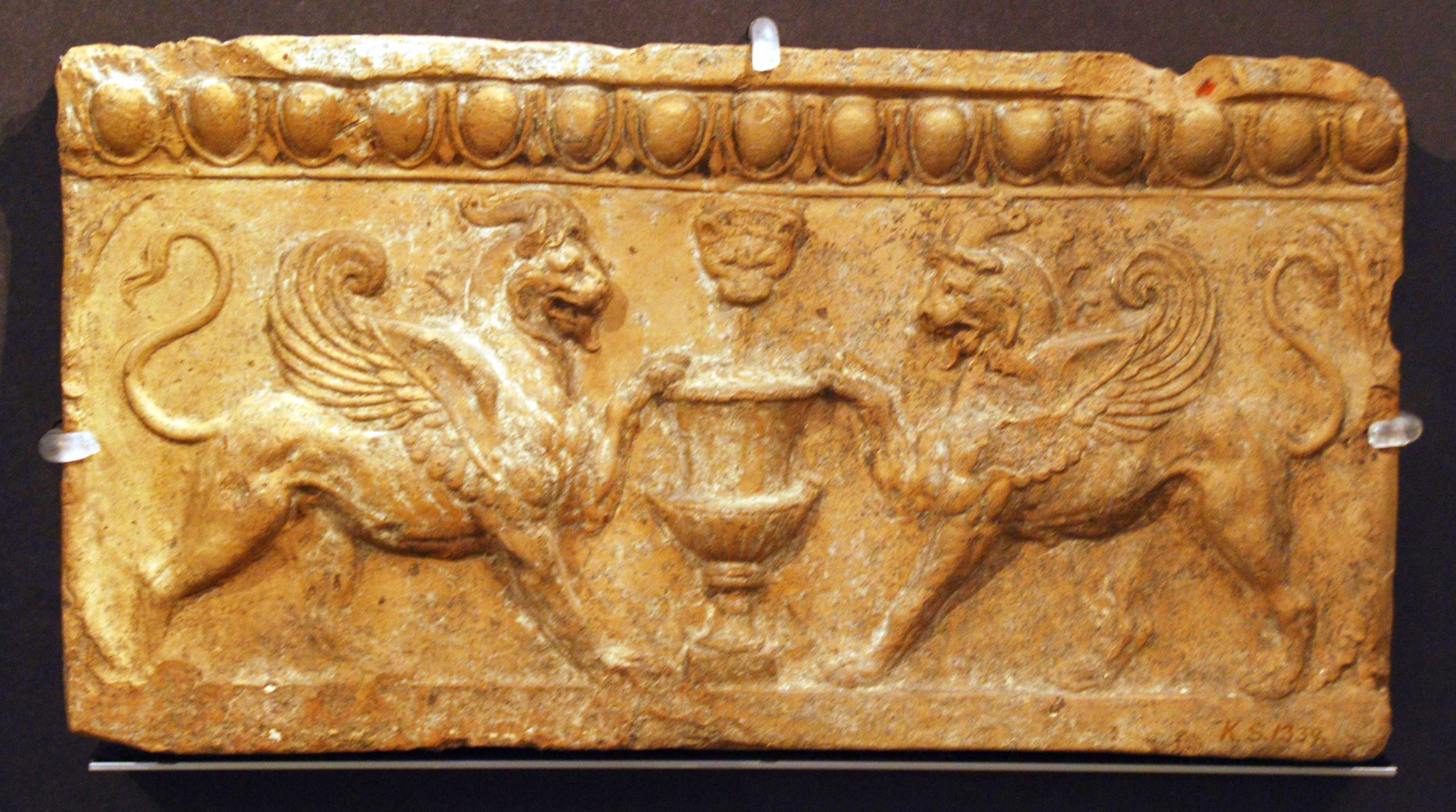
Zwei sich gegenüber stehende Greifen auf einer Sima im Museum August Kestner Hannover

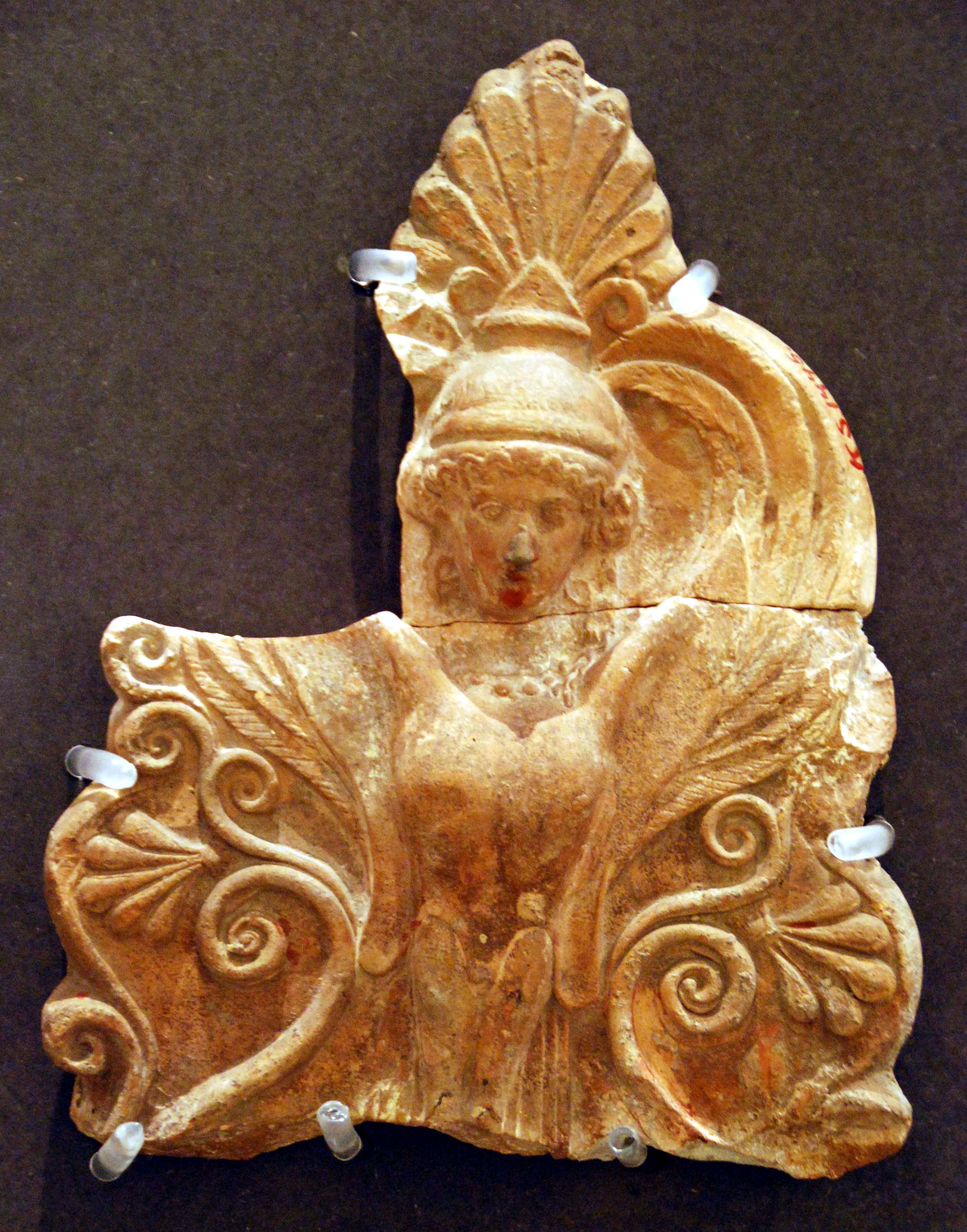
Antefix (Stirnziegel) eines Campanareliefs im Museum August Kestner in Hannover: Sirene in Vollansicht mit aufgerichteten Flügeln

Campanareliefs können nach fünf Gesichtspunkten geordnet werden: Chronologie, Geografie, Ikonografie, Morphologie und Verwendung. Die ergiebigste Unterteilung ist die morphologische Typisierung, also die Einteilung nach der Form der Reliefplatten. Es gibt Verkleidungsplatten, Aufsatzplatten, Simen, Krönungen und in einer Sonderrolle Antefixe.
- Verkleidungsplatten: Am oberen Rand, der einen glatten Abschluss der Platte bildet, befanden sich Verzierungen mit Eierstabmustern, am unteren Rand mit einem Lotos-Palmetten-Anthemion. Der untere Abschluss folgte der Kontur des Verzierungsmusters. In der Platte waren drei bis vier Löcher, durch die die Platten an der Wand befestigt wurden.[13]
- Simen und Krönungen: Simen und Krönungen gehören zusammen. Sie wurden nach dem Nut-Feder-Prinzip miteinander verbunden. An der Oberseite der Simen fand sich eine Nut, in die die Unterseite der darüber folgenden Krönung eingesetzt wurde. Die Simen schlossen wie die Verkleidungsplatten an der Oberseite mit einem Eierstabmuster ab, die Unterseiten wurden jedoch als glatte Leiste belassen. In den Simen konnten Wasserspeier eingelassen sein. Die Krönungen zeigten meist ornamentale, florale Muster. Sie waren an der Unterseite mit Einsatzleisten gearbeitet, die in die Simen eingesetzt wurden. Die Kombination der beiden Elemente fand als seitlicher, unterer Dachabschluss Verwendung.[14]
- Aufsatzplatten: Die Aufsatzplatten wiesen dieselben Reliefs auf wie die Verkleidungsplatten. Doch schlossen sie an der Oberseite mit einem Palmetten-Anthemion-Muster ab und wiesen auch diese Form auf. Heftlöcher fanden sich nicht. An der Unterseite waren sie wie die Krönungen mit Einsatzleisten gearbeitet. Damit vermischten sich hier diese beiden Dekorationselemente. Anders als die anderen Formen waren diese Platten für die Innendekoration gedacht, wo sie längere Friese bilden konnten.[15]
- Antefixe: Die Stirnziegel lagen an oder auf der Traufe, der untersten Ziegelreihe, und verschlossen deren vordere Öffnung. Sie bestanden aus zwei Teilen. Der Wölbungsziegel wurde über die unterste Ziegellage gelegt, der vordere „Verschluss“ schloss den Hohlziegel mit einer vertikalen Platte ab. Diese Platte konnte verziert sein und war zudem oftmals bemalt.[16]

Umzeichnung einer Verkleidungsplatte
Umzeichnung einer Sima
Umzeichnung einer Krönung
Umzeichnung einer Aufsatzplatte

Die Terrakottaplatten weisen in ihrer Entwicklung Parallelen zu den marmornen Schmuckreliefs „neuattischer Form“ der späten Republik und frühen Kaiserzeit auf, ohne dass sich die verschiedenen Formen gegenseitig bedingen würden. Dennoch bedienen sich beide Formen desselben Typen- und Themenschatzes. Waren die Marmorreliefs sowohl in der Produktion als auch in der Präsentation Einzelstücke, so waren die Campanareliefs nicht nur in der Herstellung Serienware, sondern auch bei der Verwendung als zusammenhängender Fries nicht als einzelnes Werk gedacht.

## Motive

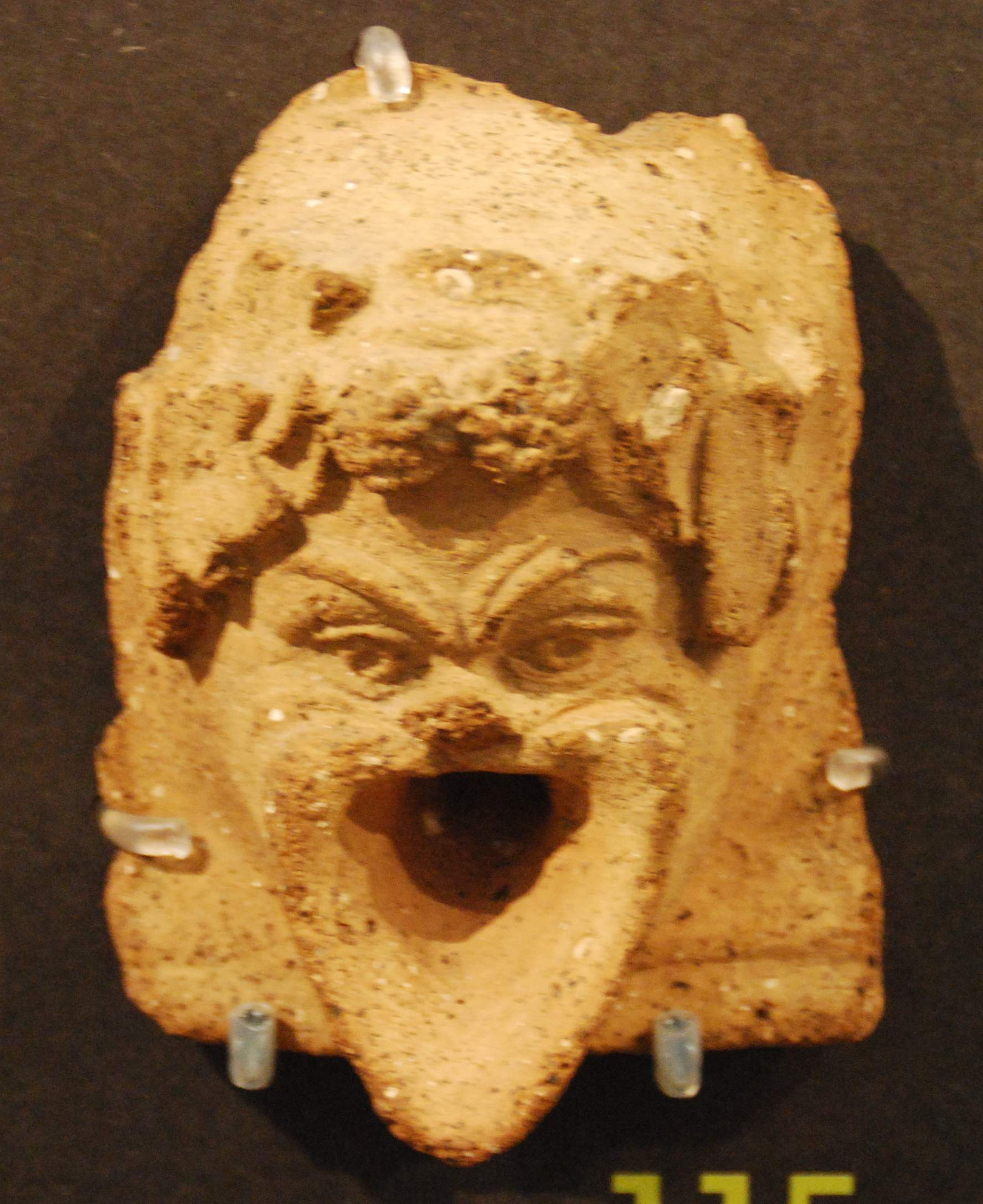
Reste eines Wasserspeiers einer Sima im Museum August Kestner in Hannover: Maske mit leichten Beschädigungen

Die Campanareliefs zeichnen sich durch ihre große motivische Vielfalt aus. Die Bilder können vier großen Gruppen zugeordnet werden:
- Mythologische Themen: Hier finden sich wiederum drei große Bereiche. Zum einen die Homerischen Epen mit dem Trojanischen Krieg und den daraus resultierenden Ereignissen wie der Heimfahrt des Odysseus, zum zweiten die Geschichten von Heroen, insbesondere von Herakles, aber auch von Theseus und anderen. Der dritte große Bereich waren dionysische Themen.
- Landschaftsbilder: Insbesondere waren Bilder mit Nillandschaften beliebt.
- Alltagsbilder: In diesen Bereich fallen Darstellungen aus dem realen Leben der Römer, auch wenn diese, wie etwa der Triumph, nicht alltäglich waren. Es gab Darstellungen aus Theater, Palästren, dem Circus und auch von Gefangenen.
- Ornamentale Bilder: Hierzu gehören nicht nur einfache ornamentale Formen wie Ranken, sondern auch Masken- oder Gorgonenbilder.

Von besonderem Interesse sind ägyptisierende Elemente auf manchen Platten. So findet man auf einer Verkleidungsplatte, die in Abformungen unter anderem im British Museum und im Museum August Kestner in Hannover in unterschiedlichem Erhaltungsgrad verwahrt werden, Beispiele für eine krude Imitation ägyptischer Hieroglyphen, die in der römischen Kunst eher selten anzutreffen waren. Von Interesse ist auch in besonderem Maße die Rezeption antiker Bauwerke und Kunstwerke, wie des schon erwähnten Kapitolinischen Tempels und auch des Parthenonfrieses.

## Belege
1. ↑  Zur Forschungsgeschichte siehe: Anne Viola Siebert: Geschichte(n) in Ton. Römische Architekturterrakotten. Schnell + Steiner, Regensburg 2011, ISBN 978-3-7954-2579-1 (= Museum Kestnerianum 16), S. 19–21.
2. ↑  Rita Perry: Die Campanareliefs. von Zabern, Mainz 1997, ISBN 3-8053-1827-8 (= Katalog der Sammlung antiker Kleinkunst des Archäologischen Instituts der Universität Heidelberg, Band 4), S. 52–53
3. ↑  Anne Viola Siebert: Geschichte(n) in Ton. Römische Architekturterrakotten. Schnell + Steiner, Regensburg 2011, ISBN 978-3-7954-2579-1 (= Museum Kestnerianum 16), S. 28.
4. ↑  Zur Bemalung siehe: Hermann von Rohden, Hermann Winnefeld: Architektonische Römische Tonreliefs der Kaiserzeit. Verlag W. Spemann, Berlin und Stuttgart 1911, S. 26–29.
5. ↑  Anne Viola Siebert: Geschichte(n) in Ton. Römische Architekturterrakotten. Schnell + Steiner, Regensburg 2011, ISBN 978-3-7954-2579-1 (= Museum Kestnerianum 16), S. 30.
6. ↑  Marion Rauch: Bacchische Themen und Nilbilder auf Campanareliefs. Leidorf, Rahden 1999; ISBN 3-89646-324-1 (= Internationale Archäologie, Band 52), S. 202, 269.
7. ↑  Inventarnummer D 205; Harald Mielsch: Römische Architekturterrakotten und Wandmalereien im Akademischen Kunstmuseum Bonn. Mann, Berlin 1971, ISBN 3-7861-2195-8, S. 12 Nr. 7.
8. ↑  Marion Rauch: Bacchische Themen und Nilbilder auf Campanareliefs. Leidorf, Rahden 1999; ISBN 3-89646-324-1 (Internationale Archäologie, Band 52), S. 2
9. ↑  Inventarnummer 3839.
10. ↑  Kristine Bøggild Johannsen: Campanareliefs im Kontext. Ein Beitrag zur Neubewertung der Funktion und Bedeutung der Campanareliefs in römischen Villen. In: Facta 22 (2008), S. 15–38.
11. ↑  Anne Viola Siebert: Geschichte(n) in Ton. Römische Architekturterrakotten. Schnell + Steiner, Regensburg 2011, ISBN 978-3-7954-2579-1 (= Museum Kestnerianum 16), S. 24–26.
12. ↑  Anne Viola Siebert: Geschichte(n) in Ton. Römische Architekturterrakotten. Schnell + Steiner, Regensburg 2011, ISBN 978-3-7954-2579-1 (= Museum Kestnerianum 16), S. 23.
13. ↑  Anne Viola Siebert: Geschichte(n) in Ton. Römische Architekturterrakotten. Schnell + Steiner, Regensburg 2011, ISBN 978-3-7954-2579-1 (= Museum Kestnerianum 16), S. 24.
14. ↑  Anne Viola Siebert: Geschichte(n) in Ton. Römische Architekturterrakotten. Schnell + Steiner, Regensburg 2011, ISBN 978-3-7954-2579-1 (= Museum Kestnerianum 16), S. 24–25.
15. ↑  Anne Viola Siebert: Geschichte(n) in Ton. Römische Architekturterrakotten. Schnell + Steiner, Regensburg 2011, ISBN 978-3-7954-2579-1 (= Museum Kestnerianum 16), S. 25.
16. ↑  Anne Viola Siebert: Geschichte(n) in Ton. Römische Architekturterrakotten. Schnell + Steiner, Regensburg 2011, ISBN 978-3-7954-2579-1 (= Museum Kestnerianum 16), S. 25–26.
17. ↑  Anne Viola Siebert: Geschichte(n) in Ton. Römische Architekturterrakotten. Schnell + Steiner, Regensburg 2011, ISBN 978-3-7954-2579-1 (= Museum Kestnerianum 16), S. 26.
18. ↑  Fragment of terracotta Campana relief: imitation Hieroglyphs, Egyptian-style figure to left.
19. ↑  Christian E. Loeben: Ein außergewöhnlicher Typ. Ägyptisches auf einer Terrakottaplatte. In: Anne Viola Siebert: Geschichte(n) in Ton. Römische Architekturterrakotten. Schnell + Steiner, Regensburg 2011, ISBN 978-3-7954-2579-1 (= Museum Kestnerianum 16), S. 68–73.
20. ↑  Anne Viola Siebert: Geschichte(n) in Ton. Römische Architekturterrakotten. Schnell + Steiner, Regensburg 2011, ISBN 978-3-7954-2579-1 (= Museum Kestnerianum 16), S. 74.